# Występ (województwo kujawsko-pomorskie)
Występ – wieś w Polsce położona w województwie kujawsko-pomorskim, w powiecie nakielskim, w gminie Nakło nad Notecią.
W latach 1975–1998 miejscowość należała administracyjnie do województwa bydgoskiego.
17 kwietnia 1993 w Występie utworzono rzymskokatolicką parafię św. Brata Alberta Chmielowskiego.

## Demografia
Według Narodowego Spisu Powszechnego (III 2011 r.) liczyła 1684 mieszkańców. Jest trzecią co do wielkości miejscowością gminy Nakło nad Notecią.